# Март (Тексас)
Март (енгл. Mart) град је у америчкој савезној држави Тексас. По попису становништва из 2010. у њему је живело 2.209 становника.

## Демографија
Према попису становништва из 2010. у граду је живело 2.209 становника, што је 64 (2,8%) становника мање него 2000. године.
| Група             | 2000.         | 2010.         |
| Белци             | 1.491 (65,6%) | 1.252 (56,7%) |
| Афроамериканци    | 626 (27,5%)   | 631 (28,6%)   |
| Азијати           | 1 (0,0%)      | 6 (0,3%)      |
| Хиспаноамериканци | 132 (5,8%)    | 282 (12,8%)   |
| Укупно            | 2.273         | 2.209         |